# Base de datos orientada a grafos

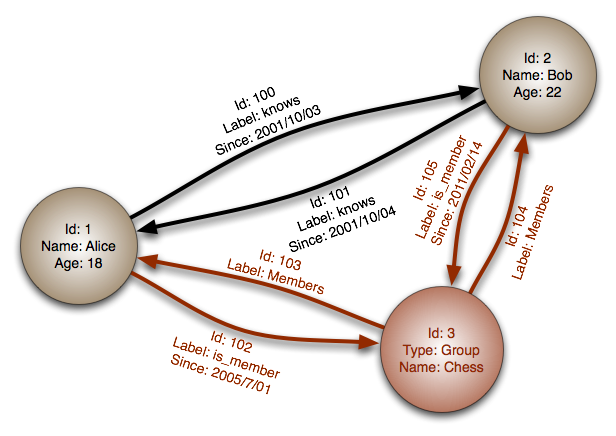
Ejemplo de base de datos orientada a grafos, que emplean nodos, propiedades y bordes.

Una base de datos orientada a grafos (BDOG) representa la información como nodos de un grafo y sus relaciones con las aristas del mismo, de manera que se pueda usar teoría de grafos para recorrer la base de datos ya que esta puede describir atributos de los nodos (entidades) y las aristas (relaciones).
Una BDOG debe estar absolutamente normalizada, esto quiere decir que cada tabla tendría una sola columna y cada relación tan solo dos, con esto se consigue que cualquier cambio en la estructura de la información tenga un efecto solamente local.
Investigadores han demostrado que las bases de datos de grafos no presentan ningún beneficio sobre las bases de datos tradicionales cuando se simulan sobre un motor de bases de datos RDBMS. Sin embargo son bastante eficientes cuando son nativas.

## Reseña histórica
Aunque pareciera ser una novedad en el área de las bases de datos, el modelo orientado a grafos ya lleva un buen tiempo de haber sido inventado; sin embargo, debido a la aparición de otros modelos como el de orientación a objetos y el más conocido de todos, el relacional, las BDOG pasaron a un segundo plano, debido principalmente por la simplicidad y fácil manejo del último mencionado, el modelo relacional.
El uso de las BDOG es escaso aunque actualmente hay muchas herramientas para su desarrollo (Ver abajo el 'Listado de bases de datos orientadas a grafos').

## Listado de bases de datos orientadas a grafos
- AllegroGraph: escalable y de alto rendimiento.
- ArangoDB: Base de datos orientada a grafos, clave/valor y documentos.
- Bigdata:[4] RDF/base de datos orientada a grafo.
- CloudGraph:.[5] NET usa tanto los grafos como clave/valor para almacenar los datos.
- Cytoscape: bioinformática.
- DEX (DEX/Sparksee): de alto rendimiento, permite escalar billones de objetos. Comercializada por Sparsity Technologies.[6]
- Filament.[7]
- GraphBase.[8]
- Graphd, backend de Freebase.
- Horton.[9]
- HyperGraphDB:[10] base de datos opensource basada en la idea de hipergrafo.
- InfiniteGraph.[11]
- InfoGrid[12] open source.
- JanusGraph: open source, escalable y de alto rendimiento.
- Neo4j: open source.
- OrientDB: base de datos orientada a grafos y documental.
- OQGRAPH.[13]
- Sones GraphDB
- VertexDB.[14]
- Virtuoso Universal Server.[15]
- R2DF.[16]
- Ultipa Graph[17]